# Désiré Vandemoortele
Désiré Marie Constant Vandemoortele, né le 12 mai 1871 à Gand et mort le 3 août 1953 à Louvain, est un homme politique belge socialiste.
Vandemoortele fut cigarier et secrétaire de la Fédération centrale belge des Travailleurs du Tabac (1919).
Il fut élu conseiller communal (1911-40) puis échevin (1945-46) de Louvain et sénateur de l'arrondissement de Louvain (1921-36).

## Sources
- Bio sur ODIS